# Nudelman-Richter NR-30
Nudelman-Richter NR-30 (ryska: Нудельмана-Рихтера НР-30) är en automatkanon som användes i de flesta andra generationens jetflygplan från Sovjetunionen, bland andra MiG-19, MiG-21 och Su-17.

## Design
NR-30 är i princip en uppskalad version av NR-23 från 1949. Det är dock ett betydligt kraftfullare vapen som avfyrar dubbelt så tunga projektiler. Det är också kraftigare än till exempel 30 mm akan m/55. Vapnet konstruerades för att kombinera eldhastigheten hos NR-23 med slagkraften hos N-37. Tidigare hade båda dessa kanoner monterats i samma flygplan.